# Gabriele Zerbi
Gabriele Zerbi, o Gerbi, riportato anche come Zerbo, Zerbis, de Zerbis, Gerbo e latinizzato come Gabriel Zerbus o Gerbus (Verona, 1445 – Dalmazia, 1505), è stato un medico e anatomista italiano rinascimentale.

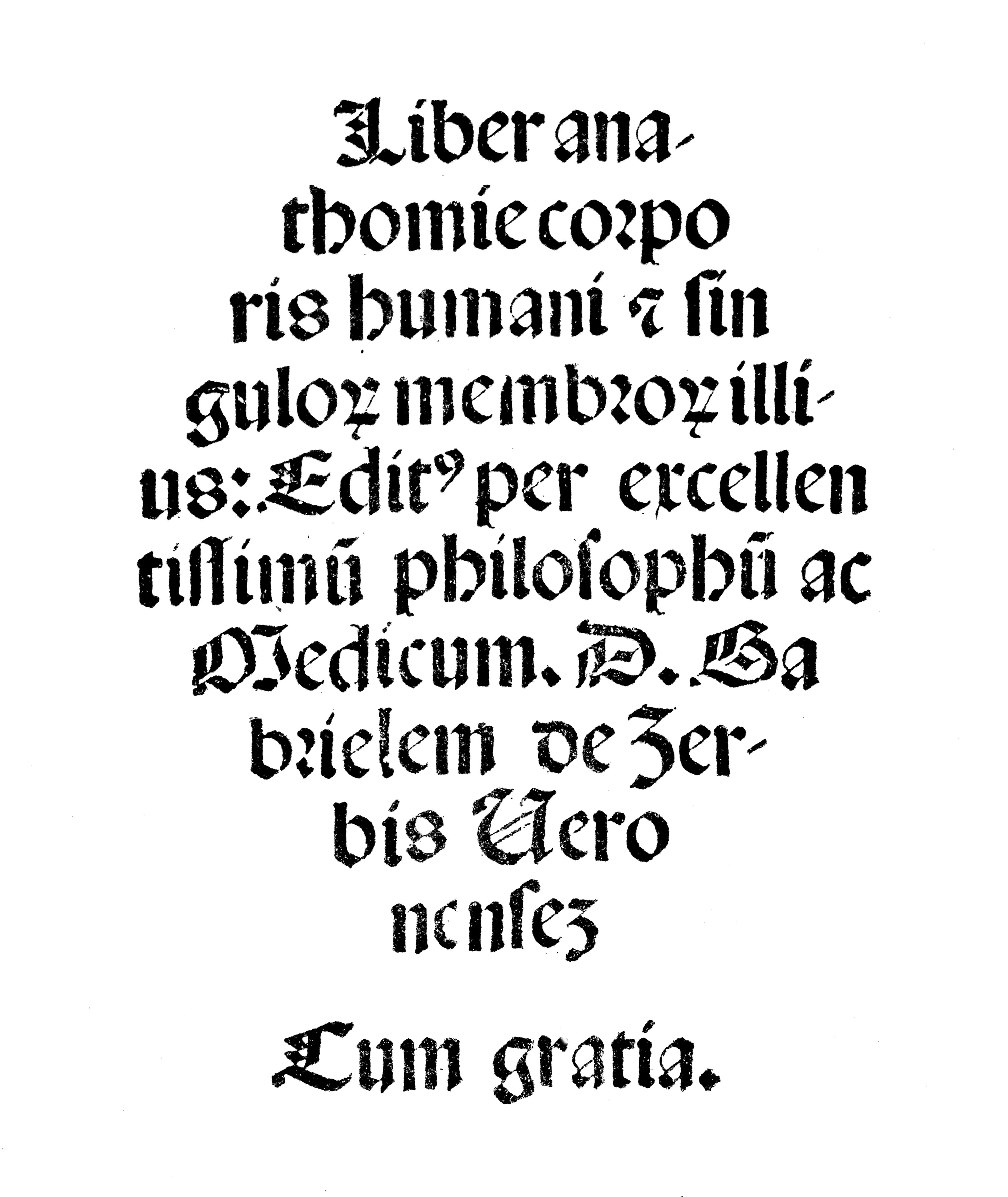
Liber anathomie corporis humani, 1502

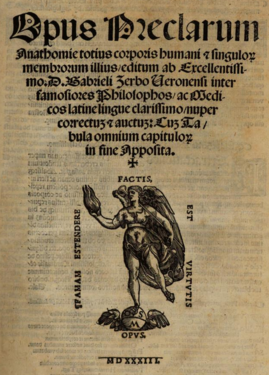
Opus preclarum anathomie totius corporis humani et singulorum membrorum illius, 1533

Professore presso le università di Bologna e Padova, sopravvisse alla devastante epidemia di peste bubbonica del 1477-1479 nell'Italia settentrionale. Pubblicò il primo trattato stampato sulla geriatria, Gerontocomia (1489), sotto forma di guida pratica.

## Biografia
Gabriele Zerbi nacque a Verona da Francesco e Paola. Della madre non si sa molto, mentre in vari documenti del comune risulta che il padre fosse impegnato in vari incarichi di responsabilità civile, tra cui le finanze di Verona. Aveva due fratelli di nome Benedetto e Giovanni e due sorelle di nome Taddea e Angela (la prima diede anche il nome alla figlia di Zerbi).

### Carriera accademica
Sebbene non sia chiaro esattamente dove Zerbi abbia conseguito la laurea, trascorse una notevole parte della sua giovinezza a Venezia, il che porta alla convinzione che abbia studiato presso l'Università di Padova. Fu qui che intraprese un insegnamento quadriennale di filosofia a partire dal 1467 all'età di ventidue anni.
Zerbi insegnò anche medicina e logica presso l'Università di Bologna dal 1475 al 1483, sopravvivendo alla devastante epidemia di peste bubbonica che aveva colpito tra il 1477 e il 1479 l'Italia settentrionale. Tra il 1483 e il 1494 Zerbi visse a Roma, ma non si sa granché della sua carriera accademica in questo periodo. Dopo il suo soggiorno romano, tornò all'Università di Padova come lettore serale tra il 1494 e il 1505. Nell'estate del 1499 Zerbi si trasferì a Venezia dove esercitò la professione di medico; lì evitava le tasse che altri medici dovevano pagare praticando solo durante le vacanze scolastiche.
Nel marzo 1503 Lorenzo de' Medici detto il Popolano (cugino del Magnifico) si ammalò e fece chiamare un medico da Firenze per curarlo; a Zerbi fu concesso un congedo dall'incarico di insegnante. Tuttavia Lorenzo morì il 20 maggio.

### Morte
La morte di Zerbi avvenne in modo cruento, in seguito quella del suo ultimo paziente. Fu convocato da Skander, primo ministro del sultano dei turchi ottomani. Zerbi era fuggito dall'ira di papa Sisto e Skander era malato di un grave caso di dissenteria. Il dottore portò con sé suo figlio durante la sua visita ai turchi. Dopo aver curato il principe, Zerbi ricevette in pagamento una grossa somma in oro, gioielli e altri oggetti di valore. Di ritorno a casa, tuttavia, il principe si ammalò di nuovo e morì per non aver seguito le prescrizioni di Zerbi. I suoi figli, pensando che Zerbi avesse avvelenato il padre, inseguirono e catturarono Zerbi per punirlo. Segarono a metà davanti a lui il figlio di Zerbi, poi subito segarono a metà anche Zerbi.
Secondo il suo ultimo testamento del 13 ottobre 1504, la moglie Elena de' Metaselimi di Bologna e il padrino dei figli Pietro da Mantova erano gli esecutori testamentari del suo patrimonio. Dopo di lei, i suoi beni sarebbero andati ai suoi quattro figli: Paolo, Hieronymo o Girolamo, Marco e Giovanni Aloisio. Inoltre lasciò del denaro alle figlie Taddea ed Ermodoria, alle sorelle Clara e Angela, ai fratelli Giovanni e Benedetto e al nipote Francesco.

## Ricerche e pensiero
La sua prima opera, Questiones metaphysicae del 1482, era un commento alla Metafisica di Aristotele.
Gerontocomia (1489) discuteva il coping e il trattamento degli anziani. Trattava argomenti come la dieta, le condizioni di vita ottimali, le medicine benefiche e come garantire il benessere fisico degli anziani. De cautelis medicorum (1495) era un testo che trattava l'etica che un medico praticante dovrebbe seguire. Il testo comprendeva come avrebbe dovuto essere l'aspetto di un medico, abitudini igieniche e credenze spirituali preferite. Liber anathomie corporis humani (1502) fu l'ultimo saggio pubblicato di Zerbi; copriva la maggior parte del lavoro di Zerbi sull'anatomia.
Zerbi era un forte sostenitore della deontologia medica. Questo codice include sei categorie di regole a cui tutti i medici dovrebbero attenersi.
1. Regole per il corso degli studi e per il perfezionamento del medico, secondo le disposizioni congenite dell'anima e del corpo.
2. Gli obblighi del medico verso Dio.
3. Raccomandazioni per disposizioni acquisite e comportamenti generali.
4. Il corretto atteggiamento verso il paziente.
5. Regole per l'atteggiamento nei confronti della famiglia del paziente e delle altre persone coinvolte nella cura.
6. Regolamentazione del rapporto del medico con il pubblico.[6]

Zerbi acquisì gran parte della sua conoscenza dell'anatomia umana sezionando vari animali poiché i cadaveri umani erano scarsi. In questo modo, inaugurò la prima disciplina di anatomia comparata.
Fu anche uno dei primi medici a separare gli organi in sistemi e a focalizzare la sua attenzione sui reni. Scoprì che le vene non entrano nei reni, ma raggiungono solo la loro periferia. Zerbi ipotizzò che i reni fungono da filtro per filtrare il liquido prima che entri nella vescica, mentre altri medici ne dubitavano.

## Opere
- Questiones metaphysicae, Impressum Bononiae per Johan de Nordlingen en Henric. De Harlem socios, anno salutis 1482, Kalen Decembr., sedente Sixto IV, Pont. massimo 'anno elus duodecimo'. In quarto piccolo. Un commento alla Metafisica di Aristotele che citava individui come Ippocrate, Platone, Ermete e molti altri studiosi antichi, medievali e rinascimentali.[1]
- Gerentocomia, opus quod de senectute agit, Impressum Romae per Eucharium Silber alias Frank, anno domini 1489 di vero Veneris 27, nonis novembris. Quarto piccolo, 2 colonne, caratteri gotici, fogli 128 (non numerati) con registro. 57 capitoli in totale. Considerato il primo trattato medico completo sulla geriatria, tratta delle cause e dei segni della vecchiaia e dei doveri dei custodi.[1]
- De cautelis medicorum, 1495, Padova, Dominicus Berthonus, 1495, 1503; Pavia 1508, 1517 (M. Jacob. De Burgophranco), Lione 1525, 1582, Pavia 1528, 1598, Christophorus de Pensis, Venezia post 1495. Un insieme di etica e regole mediche, la maggior parte delle quali derivate dalle antiche autorità mediche, che incarnano i canoni della medicina pratica e teorica. Tali norme sono volte a tutelare l'integrità dei medici e della professione medica.
- Liber anatomiae corporis humani et singulorum membrorum illius, 1502, 9. kal Januarias. Fogli 219 + 1/2. Un libro completo sull'anatomia umana che consiste di descrizioni e diagrammi.[1]
- Opus praeclarum anathomiae totius corporis humani et singulorum membrorum illius editum ab excel (2ª edizione), Apud Octavianum Scotum anno Domini 1533, VII. Kal. ottobre. 234 fogli in totale. Piccola stampa gotica. Uno studio approfondito dell'anatomia del corpo umano.
- De anatomia infantiis et porci ex tradizione Cophonis, Marburg, Eucharius Cervicornus 1537 con Johannes Dryander; Venezia 1592. Uno studio dell'anatomia del corpo umano nella prima parte dello sviluppo come gli embrioni in utero.
- Libellulus de preservatione corporum a passione calculosa, manoscritto, Biblioteca civica di Verona n. 775, Cl, Medic. 91, 1, Busta A. 130 fogli. Un trattato sulle cause e dei calcoli renali e vescicali.[7]